# Auguste Goichon
Auguste Goichon , né à Talmont, en Vendée, le 19 avril 1890 et mort dans cette même localité le 5 septembre 1961, est un peintre et illustrateur français du XXe siècle.

## Biographie
Auguste Goichon étudie aux Beaux Arts de Nantes.
Mobilisé pendant la Première Guerre mondiale, il se spécialise dans le dessin d’uniformes et de costumes.  
Il fournit comme Maurice Toussaint et Lucien Rousselot des illustrations à différentes revues comme le Passepoil, réalise des affiches pour le ministère de la Marine et des Colonies. Il fut un ami du peintre et illustrateur Job.
En 1920, il propose un nouveau modèle d'uniformes au profit de l'armée de Terre, de couleur vert pin, y compris pour les chasseurs à pied. Ce projet reste à l'état de dessin, le ministère de la Guerre souhaitant conserver à cette époque le bleu clair (dit bleu horizon) de la victoire.
En 1940, il est nommé peintre de la Marine,. En tant que peintre officiel de la marine, une ancre de navire figure dans sa signature, en symbole de son activité. Il signe Ate Goichon pour Auguste Goichon. Le t de Ate est alors prolongé par le bas de la lettre dans la forme d'une ancre.
Auguste Goichon vit jusqu'à sa mort dans le village de Talmont-Saint-Hilaire en Vendée.  
Dans sa maison, située au 6, rue du Puy-Ancelin, dans le « haut » Talmont, se trouvait son atelier où une collection de costumes militaires officiels, en particulier de la marine, étaient conservés sur mannequins. Ils constituaient ses modèles pour le plissé du vêtement et surtout ses caractéristiques officielles qu'il devait restituer avec précision. Durant sa carrière, son activité se concentre sur la transcription des costumes officiels des différents corps de marine, en représentant souvent des soldats en tenue à la gouache. Le thème colonial est aussi abordé dans ses dessins. Il illustre au long de sa carrière de nombreux ouvrages sur des thèmes différents, notamment les anciennes encyclopédies Larousse par des planches de soldats en tenue réglementaire. 
Il réalise également, tout au long de sa vie, de nombreuses toiles de paysage littoral vendéen. 
Il est enterré dans le  cimetière de Talmont-Saint-Hilaire. 
Une association entretient son souvenir.

## Livres illustrés par Goichon
- Nos provinces en image Librairie Larousse 1933 Paris 30 planches dont 15 en couleurs
- Jacques Letrosne, commissaire principal de la Marine : Hardes et uniformes de matelots Marcel Didier, 2001
- Le Cap aux diables Librairie Granger frères, Montréal
- Légendes canadiennes  Librairie Granger frères, Montréal / Maison Alfred Mame & fils, Tours
- L'Art de chasser les feux-follets
- Léon Lambry : Le Mystérieux Ennemi
- César Campinchi : Richelieu, Clemenceau Discours le 17 janvier 1939 à Brest à l'occasion de la mise à l'eau du Richelieu et de la mise en cale du Clemenceau
- P. Burnet, P Couteau : À la conquête du grand serpent de mer
- Jacques Letrosne : Hardes et uniformes de matelots 1937
- Jean-Pierre Gomane : Les Marins et l'Outre-mer (couverture), éditions Denoël, collection L'Aventure coloniale, 1988,  (ISBN 9782207234372)
- Gérard Aubisse, Les peintres des Charentes, du Poitou et de Vendée : XIXe – XXe siècles : dictionnaire et notices biographiques, 2001, 543 p. (lire en ligne)